# Reserved

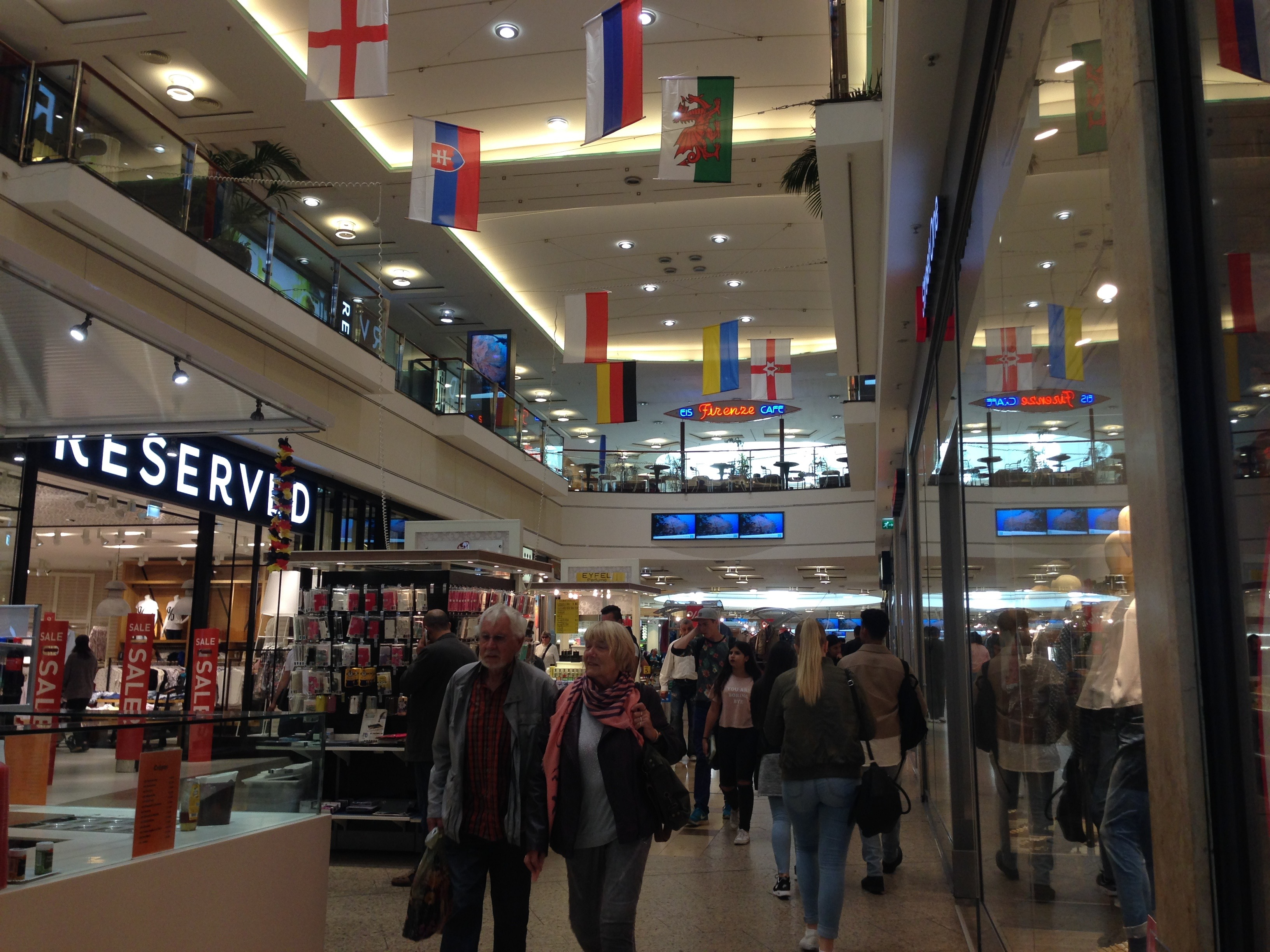
Магазин Reserved у Німеччині

Reserved — польська мережа магазинів, власником є компанія LPP, яка налічує більше 1700 магазинів у 20 країнах.
Компанія LPP була заснована в 1989 році, а перші магазини під брендом Reserved fashion були відкриті в 1999 році. Засновники компанії — Марек П'єхоцкі, випускник Гданського технологічного університету і бізнесмен Єжи Любянець.
Окрім Польщі, магазини знаходяться в Німеччині, Болгарії, Чехії, Естонії, Угорщині, Латвії, Литві, Румунії, Сербії, Хорватії, Росії, Казахстані, Словаччині, Україні, Єгипті, Кувейті, Саудівській Аравії, Катарі, Об'єднаних Арабських Еміратах, Білорусі, Великій Британії та в Ізраїлі.
У 2014 році Reserved відкрив свій перший магазин у Німеччині, в місті Раклінгхаузен.
У вересні 2016 року було оголошено, що «Reserved» візьме на себе договір оренди колишнього British Home Stores (BHS) флагманського магазину на Лондонській Оксфорд Стріт Магазин офіційно відкрився 6 вересня 2017 року.
У жовтні 2018 року Reserved відкрив свій перший магазин в Казахстані, в Алмати.
26 червня 2020 року в харківському ТРЦ Караван, було відкрито найбільший магазин в Україні.